# Юнашки
Юнашки (укр. Юнашки) — село на Украине, находится в Погребищенском районе Винницкой области.
Код КОАТУУ — 0523485204. Население по переписи 2001 года составляет 203 человека. Почтовый индекс — 22230. Телефонный код — 4346.
Занимает площадь 0,12 км².

## Адрес местного совета
22230, Винницкая область, Погребищенский р-н, с. Саражинцы, ул. Садовая, 34